# 9/11: The Falling Man
9/11: The Falling Man (9/11: O Homem em Queda, em tradução livre) é um documentário britânico de 2006 dirigido por Henry Singer.

## Sinopse
Em 11 de setembro de 2001, um homem pula da janela do World Trade Center, em Nova York, após o ataque terrorista. A imagem do salto foi capturada pelo fotógrafo Richard Drew e a foto ficou famosa no mundo inteiro. O documentário busca identificar o homem da foto.

## Elenco
- Steven Mackintosh ... Narrador (voz)
- Iliana Guibert	 ... Ela mesma

## Prêmios e indicações
| Ano  | Prêmio                  | Categoria           | Indicação             | Resultado |
| ---- | ----------------------- | ------------------- | --------------------- | --------- |
| 2006 | Emmy Internacional 2006 | Melhor Documentário | 9/11: The Falling Man | Indicado  |
| 2007 | BAFTA Awards            | Melhor Documentário | 9/11: The Falling Man | Indicado  |